# Tommy Potter
Pour les articles homonymes, voir Potter.
Charles Thomas Potter dit Tommy Potter est un contrebassiste de jazz américain, né le 21 septembre 1918 à Philadelphie, en Pennsylvanie, et mort le 1er mars 1988.
Il est surtout connu pour avoir joué dans la section rythmique de Charlie Parker.